# أرسنال موسم 2001–02
كان موسم 2001–02 هو الموسم العاشر لنادي أرسنال لكرة القدم في الدوري الإنجليزي الممتاز والموسم السادس والسبعين على التوالي في دوري الدرجة الأولى لكرة القدم الإنجليزية.   بعد أن أنهى الموسم السابق كوصيف لكأس الاتحاد الإنجليزي ووصيف للدوري خلف مانشستر يونايتد، ذهب النادي إلى ما هو أفضل في هذه الحملة، من خلال إكمال الثنائية المحلية – الثانية في أربع سنوات والثالثة بشكل عام.
فاز أرسنال بالدوري الإنجليزي الممتاز بفارق سبع نقاط، ولم يخسر خارج أرضه، وتمكن من تحقيق إنجاز فريد بتسجيله أهداف في كل مباراة بالدوري.